# Четверта проблема Гільберта
Четверта проблема Гільберта — одна з проблем Гільберта, яка стосується основ геометрії. Потрібно «визначити всі, з точністю до ізоморфізму, реалізації систем аксіом класичних геометрій (евклідової, гіперболічної та еліптичної), якщо видалити з них аксіоми конгруентності, що містять поняття кута, і поповнити ці системи аксіомою нерівності трикутника.»
У випадки двомірної площині, якщо прийняти ще й аксіому неперервності, приходимо до задачі, поставленої Дарбу: «Знайти на площині всі варіаційні задачі, розв'язками яких є всі прямі лінії на площині.»

## Плоскі метрики
Має місце теорема Дезарга:

Прямі, що з'єднують відповідні вершини трикутників, проходять через одну точку — вона розташована ліворуч. Відповідно три точки, в яких перетинаються продовження трьох пар відповідних сторін трикутників, лежать на одній прямій — вона фіолетового кольору.

Якщо два трикутника розташовані на площині таким чином, що прямі, які поєднують відповідні вершини трикутників, проходять через одну точку, то три точки, в яких перетинаються продовження трьох пар відповідних сторін трикутників, лежать на одній прямій.
Необхідною умовою для вирішення IV проблеми Гільберта є вимога, щоб метричний простір, який задовольняє умовам цієї проблеми стосовно виконання аксіом, був дезарговим, тобто повинні виконуватися умови:
- якщо простір є двомірним, необхідно, щоб мала місце теорема Дезарга і обернена до неї;
- якщо розмірність простору більше двох, то необхідно, щоб будь-які три точки лежали на одній площині.

Для дезаргових просторів Гамель довів, що будь-який розв'язок проблеми Гільберта можна представити у дійсному проективному просторі {\displaystyle RP^{n}} або в опуклій області простору {\displaystyle RP^{n},} якщо визначити конгруентність відрізків через рівність їх довжин в спеціальній метриці, для якої прямі проективного простору є геодезичними лініями.
Такі метрики називаються плоскими або проективними.
Таким чином, розв'язання проблеми Гільберта може бути зведено до задачі конструктивного визначення всіх повних плоских метрик.
Гамель вирішив цю задачу за додаткового припущення, що метрика є регулярною достатньо високого класу. Однак, як показують прості приклади, регулярні плоскі метрики далеко не вичерпують всі плоскі метрики. З аксіом геометрій, що розглядаються, витікає лише неперервність метрик. Тому повне вирішення проблеми Гільберта передбачає конструктивне визначення всіх неперервних плоских метрик.

## Передісторія IV проблеми Гільберта

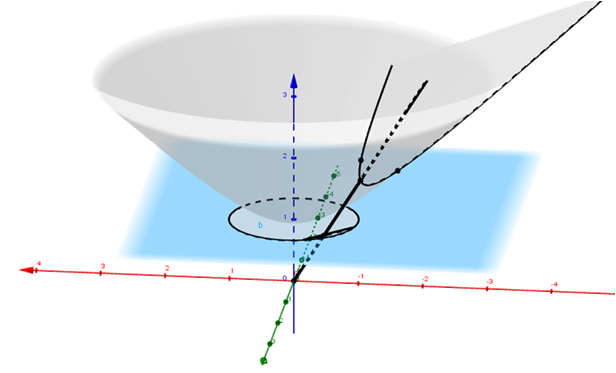
Модель Келі-Клейна гіперболічної геометрії

До 1900 року була відома інтерпретація Келі-Клейна гіперболічної геометрії в одиничному колі, де прямими вважаються хорди кола, а відстань між точками визначається як логарифм подвійного відношення чотирьох точок.
Для двовимірних ріманових метрик Еудженіо Бельтрамі (1835—1900) довів, що єдиними плоскими метриками є метрики сталої кривини.
Для багатовимірних ріманових метрик аналогічне твердження було доведено Е. Картаном в 1930 році.
У 1890 році Г. Мінковський при роботі з теорією чисел увів у розгляд те, що ми зараз називаємо скінченновимірними банаховими просторами.

### Простір Мінковського

Простір Мінковського

Нехай {\displaystyle F_{0}\subset \mathbb {E} ^{n}} — компактна замкнена опукла гіперповерхня в евклідовому просторі, задана неявно
{\displaystyle F_{0}=\{y\in E^{n}:F(y)=1\}.}
Нехай функція {\displaystyle F=F(y)} задовольняє умовам:
1. {\displaystyle F(y)\geqslant 0,\qquad F(y)=0\Leftrightarrow y=0};
2. {\displaystyle F(\lambda y)=\lambda F(y),\qquad \lambda \geqslant 0};
3. {\displaystyle F(y)\in C^{k}(E^{n}\setminus \{0\}),\qquad k\geqslant 3};
4. {\displaystyle {\frac {\partial ^{2}F^{2}}{\partial y^{i}\partial y^{j}}}\xi ^{i}\xi ^{j}>0}.

Задамо довжину вектора OA в просторі Мінковського наступним чином:
{\displaystyle ||OA||_{M}={\frac {||OA||_{\mathbb {E} }}{||OL||_{\mathbb {E} }}}.}
Простір з такою метрикою називається простором Мінковського.
Гіперповерхня {\displaystyle F_{0}} може бути нерегулярною опуклою поверхнею. Метрика, що задається таким чином, є плоскою.

### Фінслерів простір
Нехай M — гладкий многовид скінченної вимірності, {\displaystyle (x,y)\in TM} — дотичне розшарування.
Функція {\displaystyle F(x,y)\colon TM\rightarrow [0,+\infty )} буде фінслеровою метрикою, якщо
1. {\displaystyle F(x,y)\in C^{k}(TM\setminus \{0\}),\qquad k\geqslant 3};
2. Для будь-якої точки {\displaystyle x\in M}, обмеження функції {\displaystyle F(x,y)} на {\displaystyle T_{x}M} є нормою Мінковського.

Тоді {\displaystyle (M,F)} називається фінслеровим простором.

### Геометрія Гільберта

Фінслерова метрика Гільберта

Нехай {\displaystyle U\subset (\mathbb {E} ^{n+1},\|.\|_{\mathbb {E} })} — обмежена відкрита опукла множина з краєм {\displaystyle \partial U} класу гладкості C2 та додатними нормальними кривинами. Так само, як і для гіперболічного простору, гіперповерхню {\displaystyle \partial U} називають абсолютом геометрії Гільберта.

Метрика Гільберта
{\displaystyle d_{U}(p,q)={\frac {1}{2}}\ln {\frac {\|q-q_{1}\|_{E}}{\|q-p_{1}\|_{E}}}\times {\frac {\|p-p_{1}\|_{E}}{\|p-q_{1}\|_{E}}}.}
Поверхня {\displaystyle d_{U}} індукує фінслерову метрику Гільберта {\displaystyle F_{U}} на U для довільних {\displaystyle x\in U} та {\displaystyle y\in T_{x}U} (див. малюнок)
{\displaystyle F_{U}(x,y)={\frac {1}{2}}\|y\|_{\mathbb {E} }\left({\frac {1}{\|x-x_{+}\|_{\mathbb {E} }}}+{\frac {1}{\|x-x_{-}\|_{\mathbb {E} }}}\right).}
Ця метрика також є плоскою.
Давід Гільберт увів її в розгляд у 1895 році як узагальнення метрики гіперболічної геометрії.
У випадку, коли гіперповерхня {\displaystyle \partial U} є еліпсоїдом, отримуємо гіперболічну геометрію.

### Метрика Функа
В 1930 році Функ увів у розгляд несиметричну метрику, яка задається в області обмеженій замкненою опуклою гіперповерхнею і також є плоскою.

## σ-метрики

### Достатня умова плоских метрик
Перший внесок в рішення IV проблеми Гільберта зробив Гамель. Він довів наступне твердження.

Теорема. Регулярна фінслерова метрика {\displaystyle F(x,y)=F(x_{1},....x_{n},y_{1},...,y_{n})} є плоскою тоді, і тільки тоді, коли виконуються умови
{\displaystyle {\frac {\partial ^{2}F^{2}}{\partial x^{i}\partial y^{j}}}={\frac {\partial ^{2}F^{2}}{\partial x^{j}\partial y^{i}}},\,i,j=1..n.}

### Формула Крофтона
Розглянемо множину орієнтованих прямих на площині. Пряма задається параметрами {\displaystyle \rho ,\varphi ,} де {\displaystyle \rho } — відстань до прямої від початку координат, а {\displaystyle \varphi } — кут, який утворює пряма з віссю Ox. Тоді множина орієнтованих прямих гомеоморфна круговому циліндру одиничного радіуса з елементом площі {\displaystyle dS=d\rho d\varphi }. Нехай {\displaystyle \gamma } — спрямна крива на площині. Тоді її довжина
{\displaystyle L={\frac {1}{4}}\iint \limits _{\Omega }n(\rho ,\varphi )dpd\varphi }
де {\displaystyle \Omega } — множина прямих, які перетинають цю криву, {\displaystyle n(p,\varphi )} — число перетинів прямої з кривою. Це встановив М. Крофтон в 1870 році.
Аналогічне твердження виконується і в проективному просторі.

### Міра Бляшке-Буземана
У 1966 році Г. Буземан у доповіді на Міжнародному конгресі математиків в Москві, ввів у розгляд новий клас плоских метрик.
Він увів на множині прямих проективної площині {\displaystyle RP^{2}} цілком адитивну невід'ємну міру {\displaystyle \sigma }, яка задовольняє таким умовам:
1. {\displaystyle \sigma (\tau P)=0}, де {\displaystyle \tau P} — множина прямих, що проходять через точку P;
2. {\displaystyle \sigma (\tau X)>0}, де {\displaystyle \tau X} — множина прямих, що проходять через деяку множину X, яка містить відрізок прямої;
3. {\displaystyle \sigma (RP^{n})} скінченна.

Якщо розглянути {\displaystyle \sigma }-метрику, яка задається в довільній опуклій області {\displaystyle \Omega } проективного простору {\displaystyle RP^{2}}, то умова 3) замінюється вимогою, щоб для будь-якої множини H, — підмножини {\displaystyle \Omega }, замикання H не перетинається з краєм області {\displaystyle \Omega }, виконувалась умова
{\displaystyle \sigma (\pi H)<\infty }.
За допомогою такої міри визначається {\displaystyle \sigma }-метрика в {\displaystyle RP^{2}}:
{\displaystyle |x,y|=\sigma \left(\tau [x,y]\right),}
де {\displaystyle \tau [x,y]} — множина прямих, які перетинаються відрізок {\displaystyle [x,y]}.
Нерівність трикутника для цієї метрики випливає з теореми Паша.
Теорема. {\displaystyle \sigma }-метрика в {\displaystyle RP^{2}} є плоскою метрикою, тобто, геодезичні в цій метриці є прямими проективного простору.
Але Буземан був далеким від думки, що {\displaystyle \sigma }-метрики вичерпують геть усі плоскі метрики. Він писав: «… Свобода у виборі метрик при заданні геодезичних у випадку неріманових метрик настільки велика, що можна сумніватися, чи дійсно існує переконлива характеристика всіх дезаргових просторів …»

## Двовимірний випадок

### Теорема Погорєлова
Дивовижною виявилась теорема, доведена в 1973 році О. В. Погорєловим.
Теорема. Будь-яка двовимірна неперервна повна плоска метрика є {\displaystyle \sigma }-метрикою.
Тим самим, IV проблема Гільберта для двовимірного випадку була повністю розв'язана.

### Доведення Амбарцумяна
У 1976 році Р. Б. Амбарцумян запропонував інше розв'язання IV проблеми Гільберта. Його доведення пов'язано з тим, що в двовимірному випадку міра повністю відновлюється за її значеннями на двокутниках. І тоді вона задається на трикутниках подібно до того, як задається площа трикутника на сфері через кути. На невироджених трикутниках вона додатна, бо виконується нерівність трикутника, після чого міра визначається на всіх борелівських множинах. Але ця конструкція не узагальнюється за розмірністю. Це пов'язано з III проблемою Гільберта, яку вирішив М. Ден. У двовимірному випадку рівновеликі багатокутники є рівноскладеними. У більших вимірностях М. Ден показав, що це не виконується.

## Тривимірний випадок
У тривимірному випадку О. В. Погорєлов довів наступну теорему
Теорема. Будь-яка тривимірна регулярна неперервна повна плоска метрика є {\displaystyle \sigma }-метрикою.
Оскільки в тривимірному випадку {\displaystyle \sigma }-міри можуть приймати як додатні, так і від'ємні значення, то необхідними і достатніми умовами того, щоб регулярна метрика, яка задається функцією множини {\displaystyle \sigma }, була плоскою, будуть наступні три умови:
1. значення {\displaystyle \sigma } на будь-якій площині дорівнює нулю;
2. значення {\displaystyle \sigma } в будь-якому конусі є невід'ємним;
3. значення {\displaystyle \sigma } є додатним, якщо конус має внутрішні точки.

Крім того О. В. Погорєлов показав, що будь-яка повна неперервна плоска метрика в тривимірному випадку є межею регулярних {\displaystyle \sigma }-метрик з рівномірною збіжністю в будь-який компактній підобласті, що лежить в області задання цієї метрики. Такі метрики він назвав узагальненими {\displaystyle \sigma }-метриками. Таким чином, О. В. Погорєлову вдалося довести, що
Теорема. Будь-яка повна неперервна плоска метрика в тривимірному випадку є {\displaystyle \sigma }-метрикою в узагальненому сенсі.
Г. Буземан в рецензії на переклад книги О. В. Погорєлова «Четверта проблема Гільберта» писав: «У відповідності з духом тогодення, Гільберт обмежувався вимірностями {\displaystyle n=2,3}. О. В. Погорєлов також обмежився вказаними вимірностями. Хоча існує істотна різниця між {\displaystyle n=2} і {\displaystyle n>2}. Метод Погорєлова працює і при {\displaystyle n>3} лише потребує додаткових технічних подробиць.»

## Багатовимірний випадок
Багатовимірний випадок IV проблеми Гільберта досліджувався З. І. Сабо. У 1986 році він довів, як він сам пише, узагальнену теорему Погорєлова:
Теорема. Будь-який n-вимірний простір Дезарга класу {\displaystyle C^{n+2},n>2} породжується конструкцією Бляшке-Буземана.
{\displaystyle \sigma }-міра, які породжує плоску міру, має такі властивості:
1. {\displaystyle \sigma }-міра гіперплощин, які проходять через фіксовану точку, дорівнює нулю.
2. {\displaystyle \sigma }-міра множини гіперплощин, які перетинають два відрізки [x, y], [y, z], де x, y та z не колінеарні, є додатною.

У цій же статті наведено приклад плоскої метрики, що не породжується конструкцією Бляшке-Буземана. З. І. Сабо описав всі неперервні плоскі метрики за допомогою узагальнених функцій.

## IV проблема Гільберта й опуклі тіла
IV проблема Гільберта тісно пов'язана з властивостями опуклих тіл. Опуклий багатогранник називається зонотопом, якщо він є сумою (в сенсі Мінковського) відрізків. Опукле тіло, яке є границею зонотопів у метриці Бляшке-Гаусдорфа, називається зоноїдом. Для зоноїдів опорна функція представляється у вигляді
{\displaystyle h(x)=\int \limits _{S^{n-1}}|\langle x,u\rangle |\partial \sigma (u),}
де {\displaystyle \sigma (u)} — парна додатна міра Бореля на сфері {\displaystyle S^{n-1}}.
Простір Мінковського породжується конструкцією Бляшке-Буземана тоді, і лише тоді, коли опорна функція індикатриси має вигляд наведений вище, де {\displaystyle \sigma (u)} — парна, не обов'язково сталого знаку міра Бореля. Тіла, обмеженими такими гіперповерхнями, називаються узагальненими зоноїдами.
Октаедр {\displaystyle |x_{1}|+|x_{2}|+|x_{3}|\leqslant 1} в евклідовому просторі {\displaystyle E^{3}} не є узагальненим зоноїдом. Тоді з наведеного вище твердження, отримуємо, що плоска метрика простору Мінковського з нормою {\displaystyle \|x\|=\max\{|x_{1}|,|x_{2}|,|x_{3}|\}}, не породжується конструкцією Бляшке-Буземана.

## Узагальнення IV проблеми Гільберта
Знайдено відповідність між плоскими n-мірними фінслеровими метриками та спеціальними симплектичними формами на грасмановому многовиді {\displaystyle G(n+1,2)} в {\displaystyle E^{n+1}}.
Розглядалися періодичні розв'язки IV проблеми Гільберта:
1. Нехай (M, g) — компактний локально евклідовий риманів многовид. Припустимо, що на M задана {\displaystyle C^{2}} фінслерова метрика, геодезичні якої збігаються з геодезичними метрики g. Тоді ця фінслерова метрика є сумою локально метрики Мінковського та замкнутої 1-форми.[16]

1. Нехай (M, g) — компактний симетричний риманів простір рангу більше одного. Якщо F — симетрична {\displaystyle C^{2}} фінслерова метрика, геодезичні якої збігаються з геодезичними ріманової метрики g, то (M, F) — симетричний фінслерів простір.[16]

Інший виклад IV проблеми Гільберта є в роботі Пайви 2003 року.

## Невирішені задачі
1. Не вирішена IV проблема Гільберта для несиметричної відстані.
2. Не відомий аналог останньої теореми для випадку симетричних просторів рангу один.
3. Описати метрики на {\displaystyle RP^{n}}, для яких k-площини мінімізують k-площу (Г. Буземан).[18]